# شاه‌تخته ۴۹۱

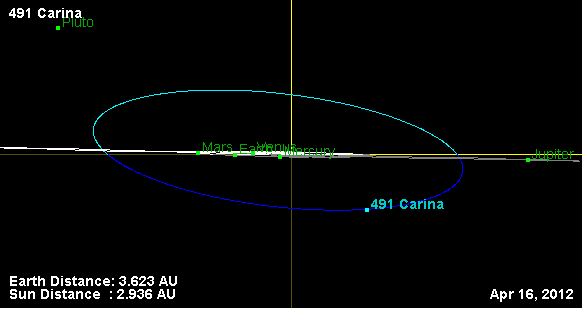
نمایی از محل قرارگیری سیارک شاه‌تخته ۴۹۱ در مدار – ۲۰۱۲

سیارک ۴۹۱ (به انگلیسی: 491 Carina، نامگذاری:1902JQ) چهارصد و نود و یکمین سیارک کشف شده‌است که در ۳ سپتامبر ۱۹۰۲ و در هایدلبرگ کشف شد.
قدر مطلق سیارک برابر ۸٫۵۰ است.